# Ladakh

Karta över Kashmir där Ladakh är markerat i rött.

Ladakh är ett område mellan bergskedjan Kunlun i norr och Himalaya i söder som sedan 1947 är omstritt mellan Indien, Pakistan och Kina. Efter kinesisk-indiska kriget 1962 kontrollerar Indien den största delen, förutom Aksai Chin som kontrolleras av Kina. Det tillhörde den indiska delstaten Jammu och Kashmir. Tilltagande spänningar mellan länderna gjorde att Ladakh sedan 2019 är ett eget unionsterritorium, då den indiska regeringen dragit in den särskilda status Jammu och Kashmir åtnjutit, artikel 370 i den indiska konstitutionen.
Området är 86 904 km² stort och hade 270 126 invånare 2001, varav de flesta är av tibetansk och indoeuropeisk härkomst. De viktigaste språken är urdu och ladakhi, vilket är en tibetansk dialekt. Ladakh tillhör den tibetanska kultursfären och tibetansk buddhism är jämte shia den största religionen. Den viktigaste staden i Ladakh är Leh, som en gång var huvudstad i det ladakhiska kungadömet. I dag är Ladakh en viktig indisk turistdestination och högt uppsatta i den lokala kongressen spår en ljus framtid för turismen i och med avskiljningen från Kashmir, då det ger möjlighet att utveckla den egna identiteten och marknadsföra Ladakhs särpräglade kultur.